# Dicranomyia (Dicranomyia) vicina
Dicranomyia (Dicranomyia) vicina is een tweevleugelige uit de familie steltmuggen (Limoniidae). De soort komt voor in het Palearctisch gebied.